# Измалков, Алексей Матвеевич
Алексе́й Матве́евич Изма́лков (1905—1968) — главный художник Военно-Морского Флота СССР, известный советский скульптор.

## Биография
Родился 6 августа 1905 года в с. Измалково, Предтечевская волость, Елецкий уезд, Орловская губерния (ныне районный центр Липецкой области) в семье гончара. Крёстным отцом будущего скульптора был известный писатель И. А. Бунин. С детских лет проявил большие способности к гончарному делу, поступив в сельскую гончарную школу.
С началом гражданской войны в четырнадцатилетнем возрасте добровольно вступает в ряды Красной Армии. Молодой красноармеец принимает участие в боях с белоказаками Деникина, врангелевцами, с бандами басмачей.
В октябре 1923 года Измалков был направлен на учебу в Орел, на командные пехотно-пулеметные курсы. Здесь узнали о способностях девятнадцатилетнего курсанта, и он становится бессменным художником стенных газет. Иногда удавалось ему заниматься и лепкой. Его мечта — стать скульптором. После окончания курсов, в сентябре 1924 года, Измалков получил направление в Москву, на изобразительное отделение рабфака искусств имени А. В. Луначарского. В это время будущий скульптор несколько раз встречался с В. Маяковским, С. Есениным, Н. Обуховой, бывал в гостях у многих крупных художников, артистов, писателей.
Окончив рабфак, Измалков продолжает учебу в Ленинграде, в Академии художеств тогда практиковались командировки бригад художников в воинские части и на погранзаставы, на промышленные предприятия и в колхозы. Образы героев революции становятся впоследствии одной из главных тем в его творчестве. Измалков создает большое количество скульптурных портретов верных сынов Родины. В разных городах можно видеть его работы. Среди них — портреты Дзержинского, Фрунзе, Ворошилова, Буденного, Чапаева, Щорса, Пархоменко, Котовского, Дундича, Железнякова и многих других.
В первые дни Великой Отечественной войны Алексей Матвеевич добровольно уходит на фронт. Капитан административной службы Измалков — в составе Северного флота в Заполярье, затем его направляют на Черноморский флот. В 1942 году он назначается главным художником Наркомата Военно-Морского флота СССР. В годы войны Измалков создает несколько скульптурных портретов героев Великой Отечественной войны.
Одной из главных работ скульптора является памятник 68 десантникам К. Ф. Ольшанского в городе Николаеве.
В послевоенные годы А.М. Измалков запечатлел в бронзе, граните, гипсе многих прославившихся героев — Маршала Советского Союза Г. К. Жукова, летчика-североморца дважды Героя Советского Союза Б. Ф. Сафонова, Героя Советского Союза Н.А. Острякова, адмиралов Ф. С. Октябрьского, С. Г. Горшкова и других. В нескольких скульптурных портретах и композициях Измалков воссоздал образ великого вождя революции В.И. Ленина. Созданные им ленинские памятники установлены на улицах и площадях Москвы, Иваново, Ялты, Ашхабада, Кустаная.
Скончался Измалков А. М. 26 сентября 1968 года. Похоронен на 28 участке Введенского кладбища города Москвы.
На доме № 6/8 по Старопанскому переулку в Москве установлена мемориальная доска с барельефным портретом видного советского скульптора. Надпись на ней гласит: «В этом доме с 1931 по 1968 год работал участник Гражданской и Великой Отечественной войн скульптор Алексей Матвеевич Измалков».
Именем Измалкова А. М. названа одна из улиц города Николаева.

## Галерея работ

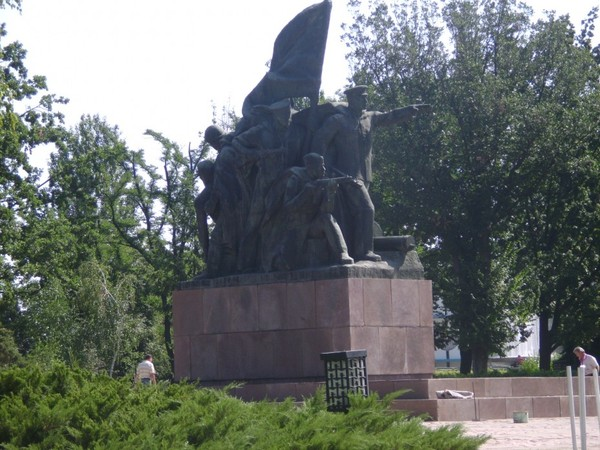
Памятник 68 десантникам К. Ф. Ольшанского в Николаеве